# 제주 가마오름 일제 동굴진지
제주 가마오름 일제 동굴진지(濟州釜岳日帝洞窟陣地)는 대한민국 제주특별자치도 제주시 한경면에 있는 일제강점기의 전쟁관련시설이다. 2006년 12월 4일 대한민국의 국가등록문화재 제308호로 지정되었다.

## 개요
이 시설물은 일본군 최고 지휘부인 제58군 사령부 주둔지로서 가마오름 동굴 진지가 함락되었을 경우 최후의 저항 거점으로 삼기 위해 건립되었다. 2개의 벙커와 3개의 동굴 진지 등으로 구성되어 있으며, 그 중 길이가 300m에 이르는 동굴 진지는 입구가 세 곳이고 내부 공간은 격자형으로 구성되어 있다. 토치카는 두꺼운 철근과 시멘트로 견고하게 구축하였고, 밖을 관측할 수 있는 총안(銃眼)이 사다리꼴 모양으로 만들어져 있다. 태평양전쟁 말기, 수세에 몰린 일본군이 제주도를 저항 기지로 삼았던 침략의 역사를 보여주고 있다.

## 참고 자료
- 제주 가마오름 일제 동굴진지 - 국가유산청 국가유산포털